# Çelenk
Le çelenk ou chelengk est une décoration militaire de l'Empire ottoman. 
À l'origine, il s'agit d'une« plume d'oiseau que l'on attache sur le bonnet en signe de vaillance ». À partir du XVIIIe siècle, il consiste en une aigrette ornée en pierres précieuses ou de perles, constituée d'une fleur stylisée avec des feuilles et des bourgeons, et de sept rayons dirigés vers le haut. Le çelenk est porté sur la coiffe, le plus souvent un turban, et sera décerné jusque dans les années 1850. 
L'amiral britannique Horatio Nelson a reçu un çelenk en diamant du sultan Sélim III pour sa victoire contre la flotte française lors de la bataille navale d'Abukir en 1798 ; les rayons sont au nombre de treize. Il a été acheté par la Society for Nautical Research en 1929 et déposé au National Maritime Museum à Londres ; volé en 1951, il n'a pas été retrouvé.

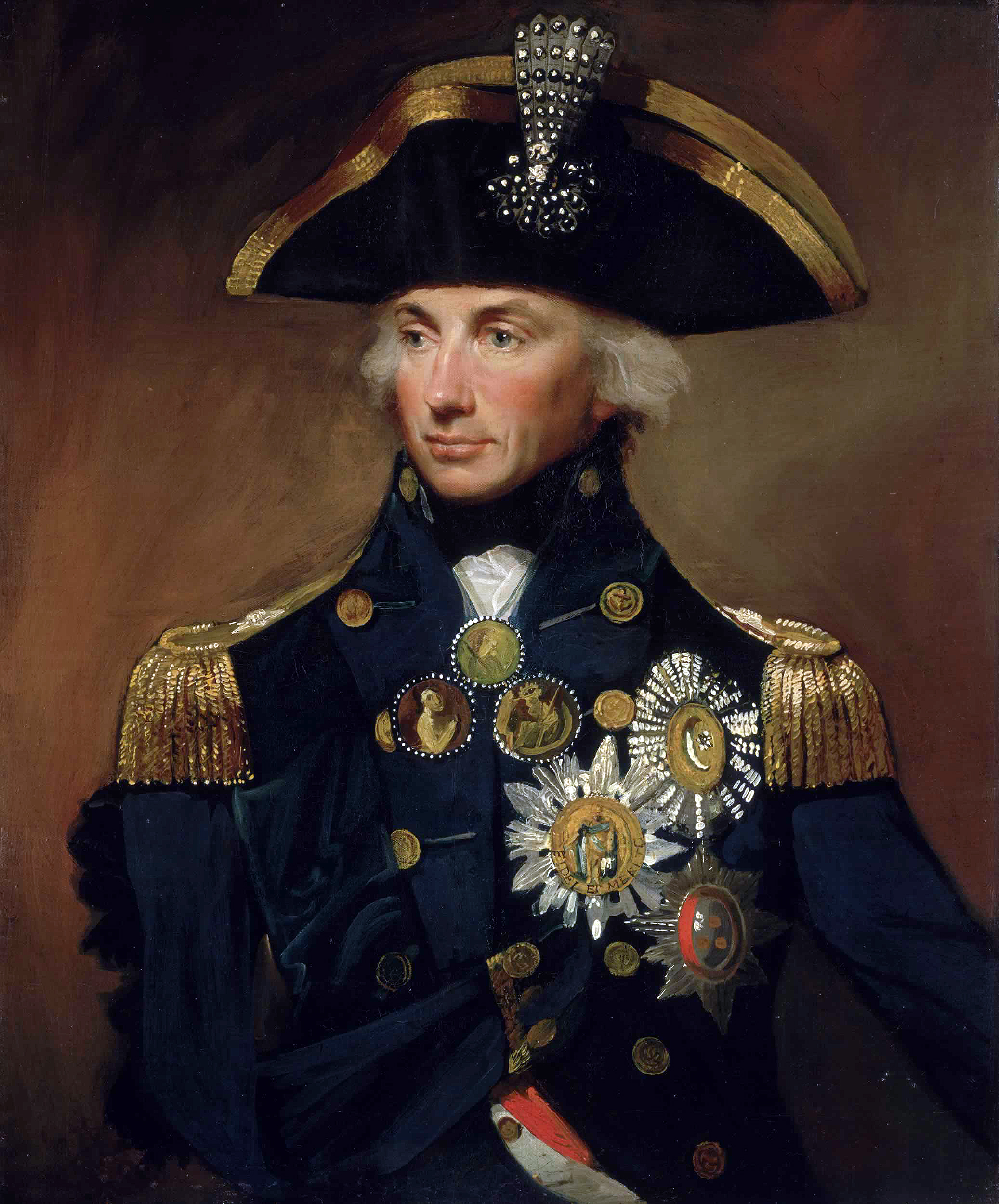
Lemuel Francis Abbott, Horatio Nelson, huile sur toile, 1797, Londres, National Portrait Gallery ; Nelson porte son çelenk sur son chapeau.

Sélim III a également offert un çelenk à l'amiral russe Fiodor Fiodor Fiodorovitch Ouchakov après la prise de Corfou en mars 1799, qui contraint les Français à se retirer des îles Ioniennes.